# Alan Young
Alan Young, geboren als Angus Young (North Shields (Tyne and Wear), 19 november 1919 – Woodland Hills (Los Angeles), 19 mei 2016) was een Engels-Amerikaans acteur, die bekend is geworden door zijn rol van Wilbur Post in de televisieserie Mister Ed, het sprekende paard. Daarnaast sprak hij van 1983 tot aan zijn overlijden de stem in van Dagobert Duck.
Ook speelde hij in onder andere The Time Machine, The Love Boat en Murder, She Wrote. Als stemacteur werkt hij (als de vaste stem van Dagobert Duck) veel voor Disney, maar ook leverde hij werk voor tekenfilmseries als The Ren & Stimpy Show, Alvin & the Chipmunks, Spider-Man and His Amazing Friends en De Smurfen.

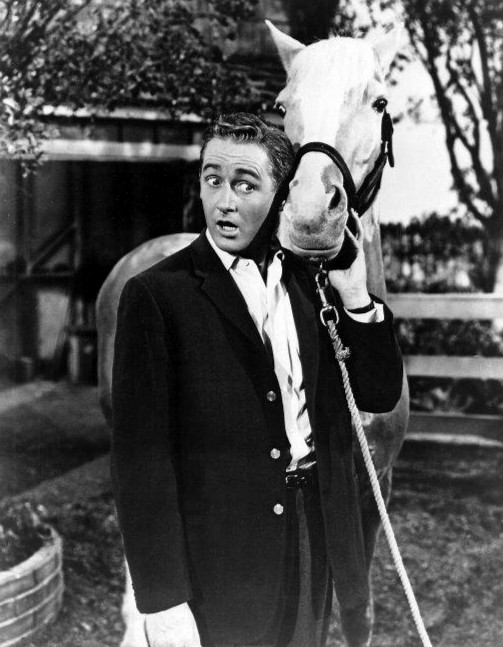
Alan Young samen met Mister Ed

- Biblioteca Nacional de España: XX1497572
- Bibliothèque nationale de France: cb13946292f (data)
- Gemeinsame Normdatei: 1101389257
- International Standard Name Identifier: 0000 0003 5732 6565
- Library of Congress Control Number: n94114350
- MusicBrainz: 32fcc32c-82f8-49a8-8992-9cb7ebe7fac0
- Nationale Bibliotheek van Israël: 987009046256805171
- Istituto Centrale per il Catalogo Unico: UBOV483338
- SNAC: w6gt75hw
- Système universitaire de documentation: 110093526
- Virtual International Authority File: 195047326
- WorldCat: E39PBJfX6hkWTxHkcXCVBccXVC